# Ditlef Nielsen
Pour les articles homonymes, voir Nielsen.
Christian Ditlef Nielsen, né le 4 février 1874 à Copenhague, mort le 15 janvier 1949, est un historien danois, spécialisé dans l'étude des religions.

## Biographie
Diplômé en théologie en 1899, il étudie les langues sémitiques et l'histoire des religions en Allemagne de 1900 à 1904, obtient son doctorat en 1906, avec une thèse portant sur les inscriptions arabes anciennes (Studier over oldarabiske Indskrifter). En 1915, il travaille à la bibliothèque de l'université de Copenhague. Il écrit plusieurs ouvrages sur les religions au Proche-Orient à l'époque pré-islamique et l'influence qu'elles exercent les unes sur les autres : Die altarabische Mondreligion und die mosaische Überlieferung (1904), Neue ḳabatanische Inschriften (1906), Der sabäische Gott Ilmukah (1909) et Der dreieinige Gott in religionshistorischer Beleuchtung (1922), étude comparée des religions sémitiques visant à éclairer les croyances et rites du christianisme.
Nielsen est nommé bibliothécaire de la Bibliothèque royale en 1932. Dans Det historiske Jesus (1924, 2e édition 1933, traduction suédoise 1925), il tente de reconstruire la vie de Jésus à l'aide de l'histoire religieuse comparée et de la critique textuelle du Nouveau Testament. À partir de 1927, il est également l'éditeur du Handbuch der altarabischen Altertumskunde.